# Uhrovské Podhradie
Uhrovské Podhradie este o comună slovacă, aflată în districtul Bánovce nad Bebravou din regiunea Trenčín, pe malul râului Podhradský potok⁠(d). Localitatea se află la altitudinea de 340 m deasupra n.m., se întinde pe o suprafață de 12,52 km2 și în 2017 număra 34 de locuitori.

## Istoric
Localitatea Uhrovské Podhradie este atestată documentar din 1481.

## Demografie
| An:                | 1994 | 2004    | 2014    | 2024  |
| ------------------ | ---- | ------- | ------- | ----- |
| Număr de persoane: | 66   | 46      | 40      | 43    |
| Diferență:         |      | −30,30% | −13,04% | +7,5% |

| An:                | 2023 | 2024   |
| ------------------ | ---- | ------ |
| Număr de persoane: | 42   | 43     |
| Diferență:         |      | +2,38% |